# Amphipoea intermedia-flavo
Amphipoea intermedia-flavo là một loài bướm đêm trong họ Noctuidae.